# Xavier Domènech i Sampere
Xavier Domènech i Sampere (Sabadell, Vallès Occidental, 2 de desembre de 1974) és un historiador, activista social i polític català. És professor a la Universitat Autònoma de Barcelona i especialista en moviments socials i el canvi polític en el franquisme i la transició democràtica espanyola. Va rebre el Premi Extraordinari de Doctorat de la UAB i el Premi Ciutat de Barcelona d'Història el 2006. El 2015 va liderar la campanya d'En Comú Podem a les eleccions generals espanyoles de 2015, aconseguint ser la força més votada a Catalunya i obtenint l'acta de diputat. A partir de 2017 també va ser president de Catalunya en Comú, candidatura que es va presentar a les eleccions al Parlament de Catalunya de 2017 amb la coalició Catalunya en Comú-Podem i va obtenir 8 diputats. L'abril del 2018 fou nomenat secretari general de Podem a Catalunya. El 4 de setembre de 2018 va anunciar que abandonava la vida política activa.

## Biografia
A la dècada dels noranta va estar vinculat als moviments antimilitarista, estudiantil, contra la precarietat laboral, en la defensa de la universitat pública, en el marc de la Plataforma Unitària en Defensa de la Universitat Pública (PUDUP) de la qual va exercir de portaveu, i al 15M a Catalunya. Forma part de l'equip de la revista Mientras Tanto.

### Etapa política
Ha estat membre de Procés Constituent i va donar suport a la campanya electoral de Barcelona en Comú, participant en diversos actes de campanya. Després de les eleccions municipals de 2015, va entrar a l'equip de Gerardo Pisarello, sent nomenat comissionat d'Estudis Estratègics i Programes de Memòria de l'Ajuntament de Barcelona. Poc després, l'octubre del mateix 2015 va ser escollit per encapçalar la candidatura En Comú Podem, formada per Podem, Iniciativa per Catalunya Verds, Esquerra Unida i Alternativa i Barcelona en Comú per a les eleccions generals espanyoles de 2015.
El 20 de desembre En Comú Podem va guanyar les eleccions generals espanyoles a Catalunya, sent el partit més votat i obtenint 924.847 vots (24,73% del total), fet que li atorgava 12 escons al congrés dels diputats i un grup parlamentari propi.
A finals de 2016 va començar el projecte de Catalunya en Comú per a les eleccions al Parlament de Catalunya. Finalment, el projecte es va presentar en coalició amb Podem, sota el nom Catalunya en Comú Podem a les eleccions al Parlament de Catalunya de 2017, on van obtenir 8 diputats. La direcció estatal de Podemos considera que Fachin és excessivament proper als partits independentistes, i obre un procés de destitució del líder, forçant la dimissió de Podem Catalunya d'Albano Dante Fachín, fet que va deixar el partit morat ''orfe'' durant uns mesos. El març de 2018 Domènech va anunciar que també es presentaria com a candidat a la Secretaria General de Podem a Catalunya, proposta ben vista per Pablo Iglesias. Finalment va aconseguir el càrrec en unes primàries on van votar 6.824 persones.
El 4 de setembre de 2018, en una publicació al seu mur de Facebook, va anunciar que dimitia com a president del grup parlamentari, deixava l'acta de parlamentari i renunciava a secretari general de Podem.

## Posicionaments polítics
En els seus textos, Domènech ha subratllat que qualsevol partit que aposti per obtenir l'hegemonia a Catalunya ha d'apostar pel catalanisme. Considera que "la construcció i la llibertat nacional és inseparable de la construcció i la llibertat social". Segons alguns mitjans de comunicació Domènech és una persona pròxima a l'alcaldessa Ada Colau i té bona relació personal amb Pablo Iglesias i Iñigo Errejón, líders de Podem.

## Obra publicada
Entre les seves obres, destaquen:
- Clase obrera, antifranquismo y cambio político (Catarata, 2008) ISBN 9788483194003
- Quan plovien bombes. Els bombardeigs de Barcelona i la Guerra Civil (2008)
- «El asalto al olvido. Entre el poder y la sociedad». A: El Estado y la memoria (2009) ISBN 9788498675757
- «El desplegament de les pràctiques memorials». A: Políticas públicas de la memoria (2009)
- «Les traces de la memòria». A: La ciudad y la memoria democrática (2009)
- Cambio político y movimiento obrero bajo el franquismo: Lucha de clases, dictadura y democracia (1939-1977) (Icaria, 2011) ISBN 9788498883954
- «La reconstrucció de la raó democràtica. Del suburbi a la ciutat». A: Construint la ciutat democràtica (2012)
- Hegemonías. Crisis, movimientos de resistencia y procesos políticos (2010-2013) (Akal, 2014) ISBN 9788446039617
- Un haz de naciones. El estado y la plurinacionalidad en España (1830-2017). (Ediciones península, 2020)

## Premis i reconeixements
- Premi Extraordinari de Doctorat de la UAB
- 2006 - Premi Ciutat de Barcelona d'Història.[18]